# Ildefonso Gurruchaga
Ildelfonso Gurruchaga Ansola (Azpeitia, 23 de agosto de 1902-San Sebastián, 3 de diciembre de 1974), fue historiador, abogado y político español. 

## Biografía
Ildefonso Gurruchaga estudió bachillerato en la universidad de San Sebastián entre 1912 y 1918. Después, realizó los estudios de derecho en la Universidad de Deusto. El 2 de junio de 1925 obtuvo el grado de Doctor en la Facultad de Derecho en la Universidad Central de Madrid y publicó su tesis con el título “La defensa penal en la sociedad de las naciones”. El 25 de marzo de 1926 fue nombrado concejal y teniente de alcalde de Azpeitia.  
En 1930 se afilió al Partido Nacionalista Vasco. Durante la época republicana escribió en diversas publicaciones del país como Yakintza, RIEV, Euskal-Erriaren Alde o Revista de Cultura Vasca. El 22 de octubre de 1936, iniciada la Guerra civil española, durante el Gobierno Provisional fue nombrado Fiscal General del País Vasco y Director General de Bellas Artes, Bibliotecas y Museos. Tras la caída de Bilbao, se incorporó como magistrado en la Audiencia Provincial de Ciudad Real, y pronto asumió la presidencia de un tribunal de urgencia de la Audiencia de Alicante.  Al finalizar la Guerra Civil, el 15 de enero de 1941 embarcó hacia Argentina, donde desempeñó diversas funciones para el Gobierno Provisional del País Vasco en el exilio desde 1942 hasta 1959. Entre sus actividades, se incluyen el seguimiento de grupos nazis en Buenos Aires y colaboraciones en medios de comunicación del exilio como Boletín del Instituto Vasco de Estudios Americanos, Euzko Deya o Tierra Vasca.
En 1959, mientras ocupaba la presidencia de la Asociación Laurak Bat, Gurruchaga se trasladó a Europa y fijó su residencia en San Juan de Luz donde continuó con su actividad política y cultural. En 1965, año en que se publicó la obra completa de Sabino Arana, era presidente del Instituto de Estudios Sabinianos. Aunque el prólogo de las obras, sea anónimo, aparece el nombre de Ildefonso Gurruchaga como autor. También ocupó el cargo en Euskal Kulturaren Alde- Asociación pro Cultura Vasca.
Falleció el 3 de diciembre de 1974.